# Cradock
Cradock es una localidad sudafricana de la provincia Oriental del Cabo al norte de Port Elizabeth en el valle del Gran Río Fish, antigua frontera de la Colonia del Cabo.
Es uno de los centros más importantes de la zona de industria lanar, también destaca por su producción láctica, de carne de vacuno, de  mohair, y de varios productos hortícolas. Por sus aguas termales disfruta de una gran reputación como uno de los mejores resorts de la provincia. En los alrededores del distrito, existen manadas de cebras de montaña hoy protegidas por leyes medioambientales.

## Historia
Los primeros habitantes eran khoikhoi cazadores recolectores. Durante el primer milenio, pueblos xhosa ganaderos trabajadores del hierro fueron estableciéndose desde el noreste. La localidad fue fundada durante las Guerras Xhosa, el 27 de agosto de 1818 cuando se construyó una iglesia reformada neerlandesa (de forma similar a St Martin-in-the-Fields) y lleva el nombre del barón Howen John Cradock, gobernador del Cabo de 1811 a 1813.
En los años 1830 durante el Gran Trek, muchos bóers descontentos con la administración británica huyeron en masa al interior desde (y vía) las áreas alrededor de Cradock.
La Colonia del Cabo recibió un grado de independencia en 1872 declarado un "Gobierno responsable" y en 1877 el gobierno del primer ministro John Molteno comenzó la construcción de una línea de ferrocarril entre Cradock y Port Elizabeth en la costa que se inauguró el 21 de noviembre de 1880 y que supuso un gran crecimiento económico en la zona. En los años 1900, hubo un boom por las plumas de avestruz que supuso cierta prosperidad para granjas de esta ave.